# Nambangan (Selogiri)
Nambangan is een bestuurslaag in het regentschap Wonogiri van de provincie Midden-Java, Indonesië. Nambangan telt 4111 inwoners (volkstelling 2010).